# Dendrobium lambii
Dendrobium lambii är en orkidéart som beskrevs av Jeffrey James Wood. Dendrobium lambii ingår i släktet Dendrobium, och familjen orkidéer. Inga underarter finns listade i Catalogue of Life.